# Sophie Chéradame
Sophie Chéradame, née Sophie Bertaud à Versailles (Seine-et-Oise) le 27 janvier 1793 et morte à Asnières-sur-Seine le 25 juin 1829, est une peintre française.
Peintre portraitiste, elle a également réalisé des peintures d'histoire et de genre.

## Biographie
Sophie Bertaud naît le 27 janvier 1793 à Versailles. Elle est la fille de Zacharie Bertaud et de Marie-Catherine Canel.
Elle épouse à Paris, le 5 octobre 1816, un négociant, Jean-François-Marie Chéradame.
Élève de Jacques-Louis David (1748-1825), Sophie Bertaud a exposé au Salon de Paris à partir de 1812 sous son nom d'épouse, Sophie Chéradame.
Elle meurt à Asnières le 25 juin 1829.

## Œuvres

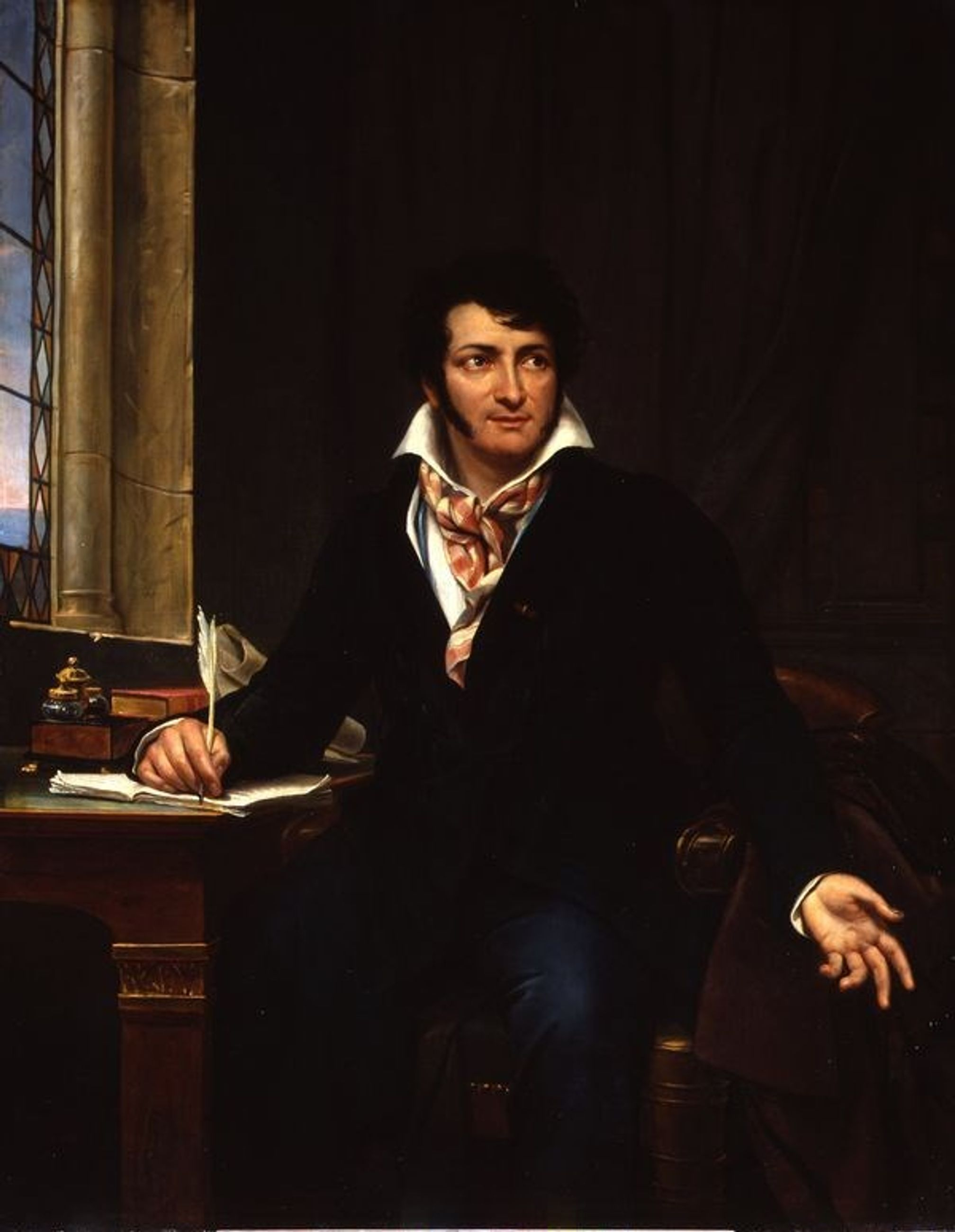
Portrait de Pixerécourt, 1822, musée des Beaux-Arts de Nancy

Une de ses œuvres célèbres est le portrait de René-Charles Guilbert de Pixerécourt, exposée au Salon en 1822. Elle représente un homme de théâtre parisien, né à Nancy en 1773, et mort dans la même ville le 25 juillet 1844. Celui-ci a une brillante carrière avec 120 pièces écrites et plus de 23 000 représentations, mais il meurt dans l'anonymat. Cette huile sur toile de 145 × 113 cm est conservée au musée des Beaux-Arts de Nancy,.
En 1839, le roi Louis Philippe fait l'acquisition d'une esquisse d'un portrait tardif (1821) de Madame de Genlis pour le musée de l'Histoire de France à Versailles.
Quelques-uns de ses portraits d'aristocrates russes sont conservés à Saint-Pétersbourg au musée de l'Ermitage.
- Portrait d'homme sur fond de paysage, Salon de 1812.
- Agar dans le désert, Salon de 1814.
- Les Filles de Minos, Salon de 1817.
- La Jardinière, Salon de 1819.
- Portrait du général Jean-Jacques Desvaux de Saint-Maurice, Paris, musée de l'Armée[9].

Œuvres de Sophie Chéradame
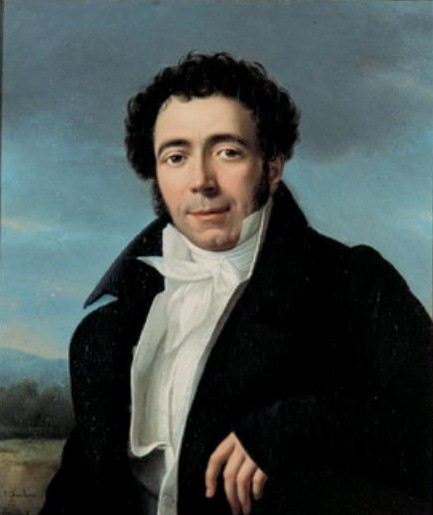
Portrait d'homme sur fond de paysage (1810), huile sur toile, localisation inconnue[10].
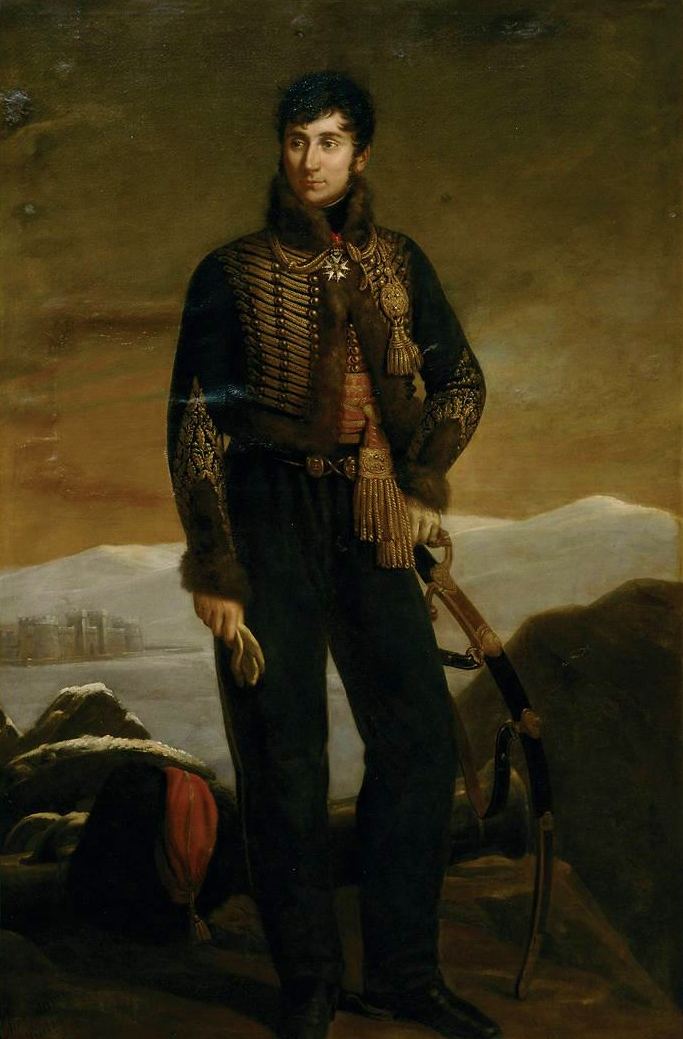
Portrait de Jean-Jacques Desvaux de Saint-Maurice (Salon de 1819), Paris, musée de l'Armée.
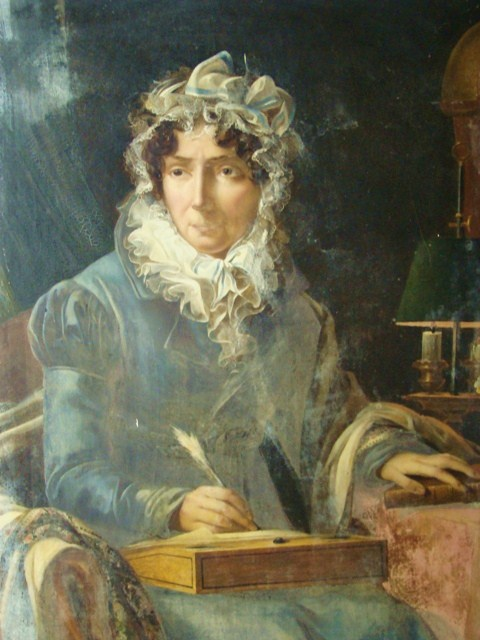
Madame de Genlis (1821), Versailles, musée de l'Histoire de France.
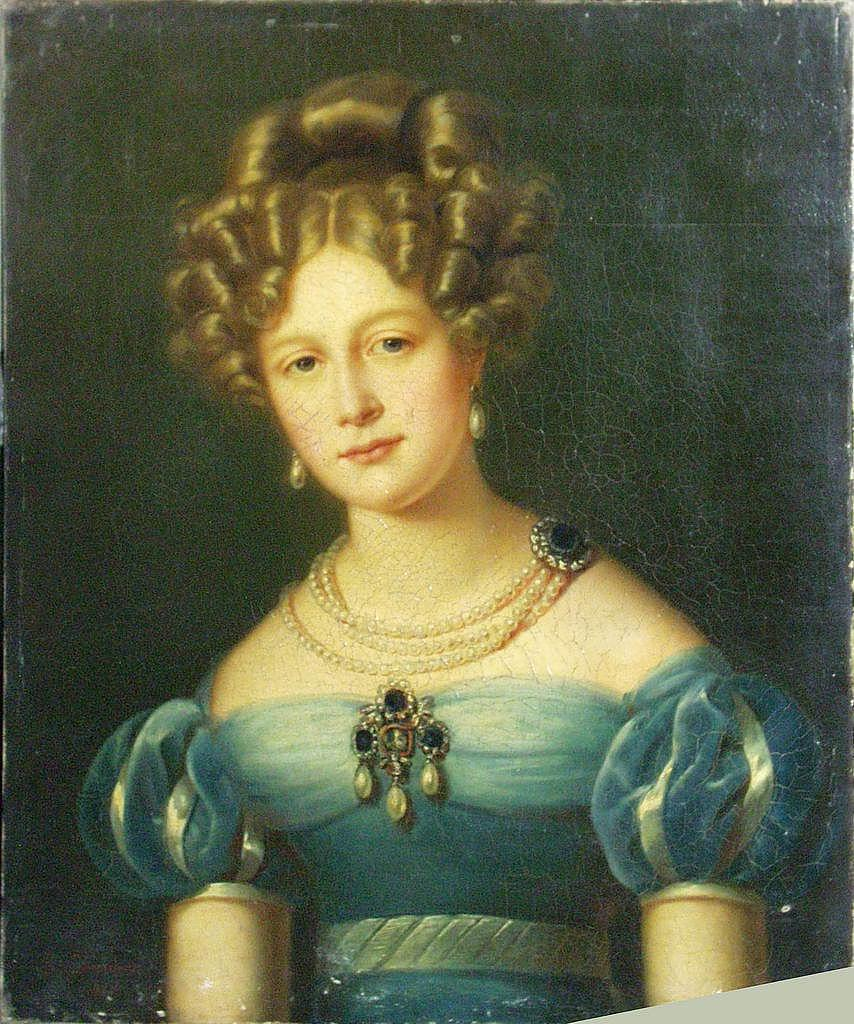
Portrait de Charlotte de Wurtemberg (1824), Saint-Pétersbourg, musée de l’Ermitage.
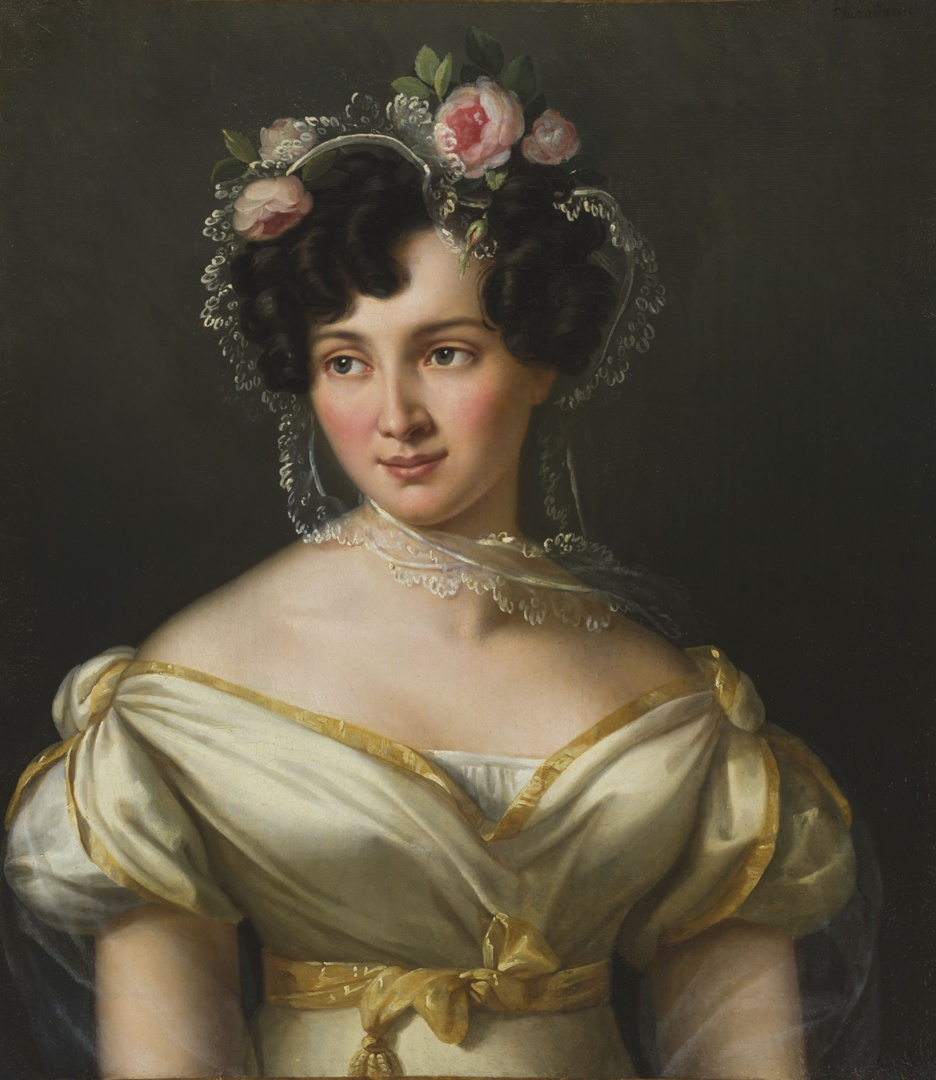
Portrait d'Avdotiya Golitsyna (1824-1827), Saint-Pétersbourg, musée de l’Ermitage.
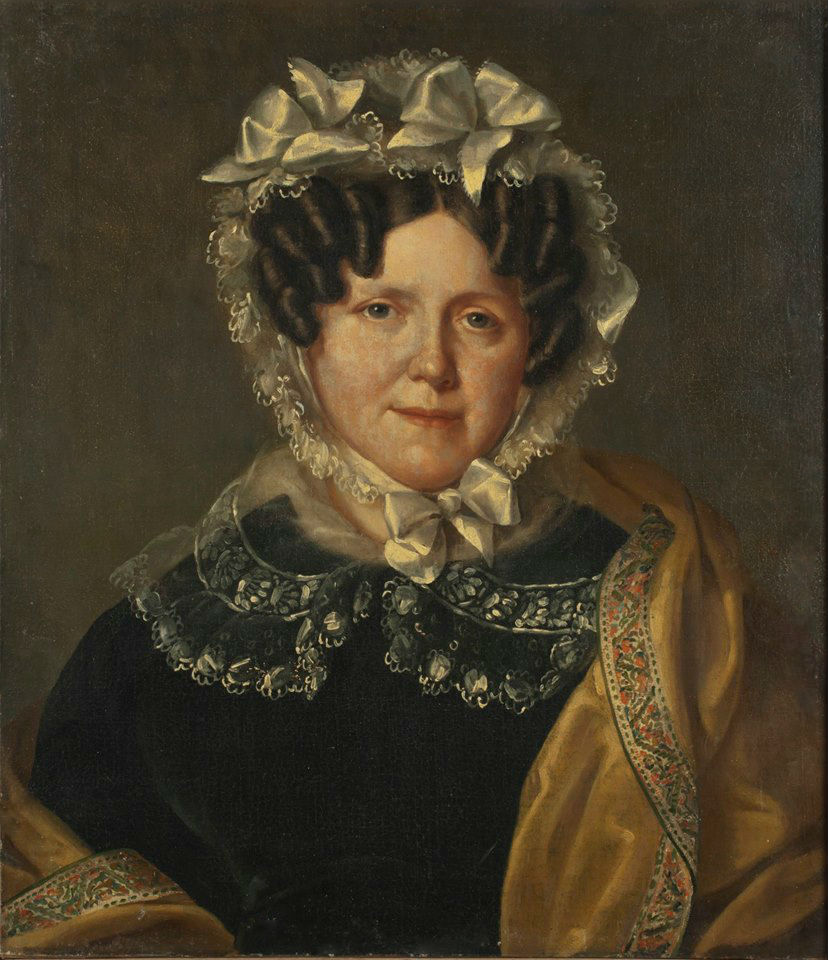
Louise Zenker, née Lamsdorf (1826), Saint-Pétersbourg, musée de l’Ermitage.
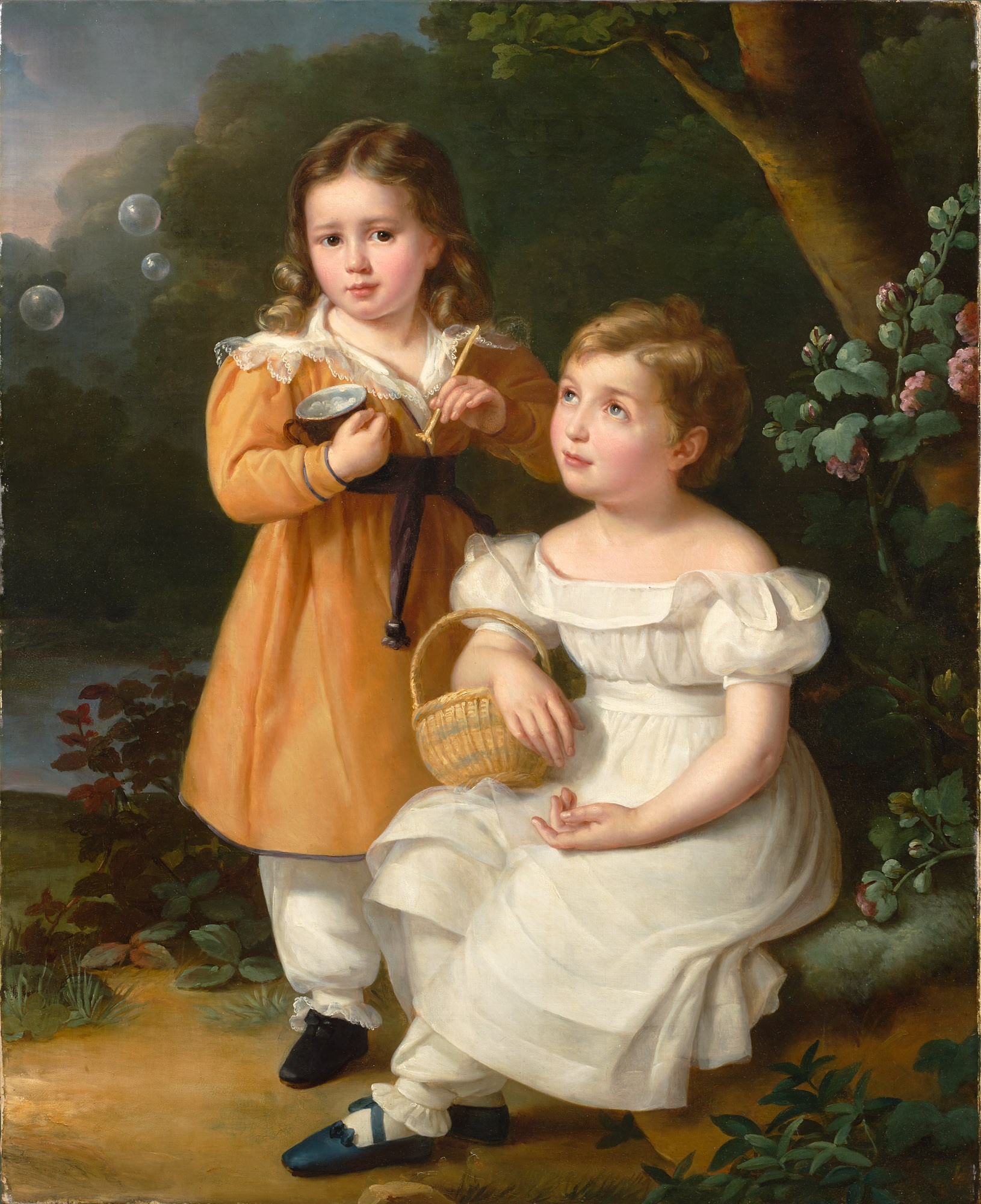
Portrait d'enfants aux bulles de savon, Marie-Adèle Chéradame, fille de l'artiste et son cousin Saint-Edmé Canel (vers 1827), localisation inconnue.